# Mike Phelan
Michael Christopher Phelan (sinh ngày 24 tháng 9 năm 1962) là một huấn luyện viên bóng đá, một cựu cầu thủ và hiện đang làm trợ lí huấn luyện viên ở Manchester United.
Sinh ra ở Nelson, Lancashire. Anh đã dành phần lớn sự nghiệp chơi bóng của mình tại Burnley, Norwich City và Manchester United. Khi còn ở Manchester United, anh cũng đã từng thi đấu cho đội tuyển Anh.
Sau khi kết thúc sự nghiệp chơi bóng của mình, Phelan chuyển sang làm quản lý. Đầu tiên anh ấy đảm nhận vị trí trợ lý cho Gary Megson ở câu lạc bộ củ Norwich City, sau đó theo Megson đến Blackpool và sau đó là Stockport County. Sau khi Megson rời Stockport, Phelan được một câu lạc bộ cũ khác là Manchester United thuê, đảm nhiệm vị trí trợ lý huấn luyện viên cho đội dự bị của câu lạc bộ. Hai năm sau, anh được thăng chức trở thành huấn luyện viên trưởng đội một dưới trướng Alex Ferguson. Năm 2008, anh thay thế Carlos Queiroz làm trợ lí huấn luyện viên. Ông vẫn giữ vị trí này cho đến khi
ngài Alex Ferguson nghỉ hưu vào năm 2013, khi đó người kế nhiệm huấn luyện viên trưởng là David Moyes đã thay thế toàn bộ băng ghế huấn luyện. Sau một năm vắng bóng, Phelan được bổ nhiệm làm huấn luyện viên đội một tại Norwich City vào tháng 11 năm 2014 và nhận trách nhiệm tạm thời của câu lạc bộ khi HLV Neil Adams từ chức vào tháng 1 năm 2015. Một tháng sau, ông được bổ nhiệm làm trợ lý huấn luyện viên tại Hull City dưới thời cựu đồng đội của Manchester United là Steve Bruce. Anh được thăng chức lên làm huấn luyện viên đội một sau sự ra đi của Bruce trên cơ sở tạm thời trước mùa giải 2016-17, nhưng được câu lạc bộ ký hợp đồng chính thức vào ngày 13 tháng 10. Anh đã bị sa thải khỏi vị trí của mình với Hull vào ngày 3 tháng 1 năm 2017 tại Premier League.

## Thống kê huấn luyện viên
Tính đến ngày 3 tháng 1 năm 2017
| Đội bóng                 | Từ                  | Đến                | Kết quả | Kết quả | Kết quả | Kết quả | Kết quả | Tham khảo   |
| Đội bóng                 | Từ                  | Đến                | P       | W       | D       | L       | Win %   | Tham khảo   |
| ------------------------ | ------------------- | ------------------ | ------- | ------- | ------- | ------- | ------- | ----------- |
| Norwich City (tạm quyền) | 5 tháng 1 năm 2015  | 9 tháng 1 năm 2015 | 0       | 0       | 0       | 0       | —       | [ 1 ] [ 2 ] |
| Hull City                | 22 tháng 7 năm 2016 | 3 tháng 1 năm 2017 | 24      | 6       | 5       | 13      | 025,0   | [ 3 ]       |
| Tổng cộng                | Tổng cộng           | Tổng cộng          | 24      | 6       | 5       | 13      | 025,0   | —           |

## Danh hiệu

### Với cầu thủ
Burnley
- Football League Third Division: 1981–82

Norwich City
- Football League Second Division: 1985–86

Manchester United
- Premier League: 1992–93[4]
- Cúp FA: 1989–90
- Football League Cup: 1991–92
- FA Charity Shield: 1990 (chia sẻ)
- European Cup Winners Cup: 1990–91

### Với huấn luyện viên
Cá nhân
- Huấn luyện viên Premier League xuất sắc nhất tháng: Tháng 8 năm 2016[5]